# Marin Tomasov
Marin Tomasov (Zara, 31 agosto 1987) è un calciatore croato, centrocampista dell'Astana.

## Carriera

### Club

#### Zadar
Tomasov giocò con la maglia dello Zadar. Contribuì alla promozione del campionato 2006-2007, potendo così debuttare nella massima divisione croata nella stagione seguente.

#### Hajduk Spalato
A gennaio 2009, fu ingaggiato dallo Hajduk Spalato. Il 30 luglio 2009 debuttò nell'Europa League, schierato titolare nel pareggio per 1-1 sul campo dello Žilina. Nella stessa stagione, la sua squadra vinse la Coppa di Croazia. Ad aprile 2012, si svincolò dal club per via del mancato pagamento degli stipendi.

#### Monaco 1860
Il 18 giugno 2012, firmò ufficialmente un contratto triennale con il Monaco 1860. Venne comunicato anche che avrebbe vestito la maglia numero 14. Debuttò in squadra il 4 agosto, impiegato come titolare nella vittoria per 1-0 sullo Jahn Regensburg. Il 3 marzo 2013 segnò la prima rete in campionato, nel pareggio per 1-1 contro l'Ingolstadt 04.

### Nazionale
Ha giocato nella nazionale croata Under-21.
Esordì per la Croazia il 10 settembre 2013: subentrò a Ivan Perišić nella vittoria per 1-2 contro la Corea del Sud, a Jeonju.

## Statistiche

### Presenze e reti nei club
Statistiche aggiornate al 13 dicembre 2015.
| Stagione              | Squadra               | Campionato            | Campionato | Campionato | Coppe nazionali | Coppe nazionali | Coppe nazionali | Coppe continentali | Coppe continentali | Coppe continentali | Altre coppe | Altre coppe | Altre coppe | Totale | Totale |
| Stagione              | Squadra               | Comp                  | Pres       | Reti       | Comp            | Pres            | Reti            | Comp               | Pres               | Reti               | Comp        | Pres        | Reti        | Pres   | Reti   |
| --------------------- | --------------------- | --------------------- | ---------- | ---------- | --------------- | --------------- | --------------- | ------------------ | ------------------ | ------------------ | ----------- | ----------- | ----------- | ------ | ------ |
| 2005-2006             | Zadar                 | 2. HNL                | 1          | 0          | CC              | 0               | 0               | -                  | -                  | -                  | -           | -           | -           | 1      | 0      |
| 2006-2007             | Zadar                 | 2. HNL                | 23         | 3          | CC              | 0               | 0               | -                  | -                  | -                  | -           | -           | -           | 23     | 3      |
| 2007-2008             | Zadar                 | 1. HNL                | 31         | 5          | CC              | 0               | 0               | -                  | -                  | -                  | -           | -           | -           | 31     | 5      |
| 2008-gen. 2009        | Zadar                 | 1. HNL                | 17         | 4          | CC              | 0               | 0               | -                  | -                  | -                  | -           | -           | -           | 17     | 4      |
| Totale Zadar          | Totale Zadar          | Totale Zadar          | 72         | 12         |                 | 0               | 0               |                    | -                  | -                  |             | -           | -           | 72     | 12     |
| gen.-giu. 2009        | Hajduk Spalato        | 1. HNL                | 13         | 1          | CC              | 0               | 0               | -                  | -                  | -                  | -           | -           | -           | 13     | 1      |
| 2009-2010             | Hajduk Spalato        | 1. HNL                | 20         | 2          | CC              | 5               | 0               | UEL                | 2                  | 0                  | -           | -           | -           | 27     | 2      |
| 2010-2011             | Hajduk Spalato        | 1. HNL                | 26         | 4          | CC              | 0               | 0               | UEL                | 9                  | 2                  | SC          | 1           | 0           | 36     | 6      |
| 2011-2012             | Hajduk Spalato        | 1. HNL                | 17         | 8          | CC              | 2               | 0               | UEL                | 2                  | 0                  | -           | -           | -           | 21     | 8      |
| Totale Hajduk Spalato | Totale Hajduk Spalato | Totale Hajduk Spalato | 76         | 15         |                 | 7               | 0               |                    | 13                 | 2                  |             | 1           | 0           | 97     | 17     |
| 2012-2013             | Monaco 1860           | ZL                    | 26         | 2          | CG              | 3               | 0               | -                  | -                  | -                  | -           | -           | -           | 29     | 2      |
| 2013-2014             | Monaco 1860           | ZL                    | 15         | 1          | CG              | 1               | 0               | -                  | -                  | -                  | -           | -           | -           | 16     | 1      |
| 2014-gen. 2015        | Monaco 1860           | ZL                    | 10         | 0          | CG              | 2               | 0               | -                  | -                  | -                  | -           | -           | -           | 12     | 0      |
| Totale Monaco 1860    | Totale Monaco 1860    | Totale Monaco 1860    | 51         | 3          |                 | 6               | 0               |                    | -                  | -                  |             | -           | -           | 57     | 3      |
| gen.-giu. 2015        | Rijeka                | 1. HNL                | 15         | 7          | CC              | 3               | 1               | UEL                | -                  | -                  | SC          | -           | -           | 18     | 8      |
| 2015-2016             | Rijeka                | 1. HNL                | 20         | 5          | CC              | 3               | 5               | UEL                | 2                  | 1                  | -           | -           | -           | 25     | 11     |
| Totale Rijeka         | Totale Rijeka         | Totale Rijeka         | 35         | 12         |                 | 6               | 6               |                    | 2                  | 1                  |             | -           | -           | 43     | 19     |
| Totale carriera       | Totale carriera       | Totale carriera       | 234        | 42         |                 | 19              | 6               |                    | 15                 | 3                  |             | 1           | 0           | 269    | 51     |

### Cronologia presenze e reti in Nazionale
| Cronologia completa delle presenze e delle reti in nazionale ― Croazia | Cronologia completa delle presenze e delle reti in nazionale ― Croazia | Cronologia completa delle presenze e delle reti in nazionale ― Croazia | Cronologia completa delle presenze e delle reti in nazionale ― Croazia | Cronologia completa delle presenze e delle reti in nazionale ― Croazia | Cronologia completa delle presenze e delle reti in nazionale ― Croazia | Cronologia completa delle presenze e delle reti in nazionale ― Croazia | Cronologia completa delle presenze e delle reti in nazionale ― Croazia |
| Data                                                                   | Città                                                                  | In casa                                                                | Risultato                                                              | Ospiti                                                                 | Competizione                                                           | Reti                                                                   | Note                                                                   |
| ---------------------------------------------------------------------- | ---------------------------------------------------------------------- | ---------------------------------------------------------------------- | ---------------------------------------------------------------------- | ---------------------------------------------------------------------- | ---------------------------------------------------------------------- | ---------------------------------------------------------------------- | ---------------------------------------------------------------------- |
| 10-9-2013                                                              | Jeonju                                                                 | Corea del Sud                                                          | 1 – 2                                                                  | Croazia                                                                | Amichevole                                                             | -                                                                      | 81’                                                                    |
| Totale                                                                 |                                                                        | Presenze                                                               | 1                                                                      |                                                                        | Reti                                                                   | 0                                                                      |                                                                        |

| Cronologia completa delle presenze e delle reti in nazionale ― Croazia under 21 | Cronologia completa delle presenze e delle reti in nazionale ― Croazia under 21 | Cronologia completa delle presenze e delle reti in nazionale ― Croazia under 21 | Cronologia completa delle presenze e delle reti in nazionale ― Croazia under 21 | Cronologia completa delle presenze e delle reti in nazionale ― Croazia under 21 | Cronologia completa delle presenze e delle reti in nazionale ― Croazia under 21 | Cronologia completa delle presenze e delle reti in nazionale ― Croazia under 21 | Cronologia completa delle presenze e delle reti in nazionale ― Croazia under 21 |
| Data                                                                            | Città                                                                           | In casa                                                                         | Risultato                                                                       | Ospiti                                                                          | Competizione                                                                    | Reti                                                                            | Note                                                                            |
| ------------------------------------------------------------------------------- | ------------------------------------------------------------------------------- | ------------------------------------------------------------------------------- | ------------------------------------------------------------------------------- | ------------------------------------------------------------------------------- | ------------------------------------------------------------------------------- | ------------------------------------------------------------------------------- | ------------------------------------------------------------------------------- |
| 12-10-2007                                                                      | Chieti                                                                          | Italia under 21                                                                 | 2 – 0                                                                           | Croazia under 21                                                                | Qual. Europeo Under-21 2009                                                     | -                                                                               | 67’                                                                             |
| 17-10-2007                                                                      | Tórshavn                                                                        | Fær Øer under 21                                                                | 1 – 2                                                                           | Croazia under 21                                                                | Qual. Europeo Under-21 2009                                                     | -                                                                               | 80’                                                                             |
| 17-11-2007                                                                      | Atene                                                                           | Grecia under 21                                                                 | 3 – 4                                                                           | Croazia under 21                                                                | Qual. Europeo Under-21 2009                                                     | -                                                                               | 51’                                                                             |
| 26-3-2008                                                                       | Čakovec                                                                         | Croazia under 21                                                                | 3 – 1                                                                           | Ungheria under 21                                                               | Amichevole                                                                      | -                                                                               | 66’                                                                             |
| 16-5-2008                                                                       | Kuala Lumpur                                                                    | Australia under 21                                                              | 3 – 0                                                                           | Croazia under 21                                                                | Amichevole                                                                      | -                                                                               | 75’                                                                             |
| 18-5-2008                                                                       | Kuala Lumpur                                                                    | Togo under 21                                                                   | 0 – 1                                                                           | Croazia under 21                                                                | Amichevole                                                                      | -                                                                               | 51’                                                                             |
| 20-5-2008                                                                       | Kuala Lumpur                                                                    | Croazia under 21                                                                | 0 – 1                                                                           | Cile under 21                                                                   | Amichevole                                                                      | -                                                                               | 90+2’                                                                           |
| 20-8-2008                                                                       | Koprivnica                                                                      | Croazia under 21                                                                | 2 – 1                                                                           | Bosnia ed Erzegovina under 21                                                   | Amichevole                                                                      | -                                                                               | 51’                                                                             |
| 9-9-2008                                                                        | Varaždin                                                                        | Croazia under 21                                                                | 1 – 1                                                                           | Italia under 21                                                                 | Qual. Europeo Under-21 2009                                                     | 1                                                                               | 51’                                                                             |
| Totale                                                                          |                                                                                 | Presenze                                                                        | 9                                                                               |                                                                                 | Reti                                                                            | 1                                                                               |                                                                                 |

## Palmarès

### Club

#### Competizioni nazionali
- Coppa di Croazia: 1

Hajduk Spalato: 2009-2010
- Qazаqstan Prem'er Ligasy: 4

Astana: 2017, 2018, 2019, 2022
- Supercoppa del Kazakistan: 4

Astana: 2018, 2019, 2020, 2023
- Liga Kubogy: 1

Astana: 2024

### Individuale
- Capocannoniere della Coppa di Croazia: 1

2015-2016 (5 reti)
- Capocannoniere della Qazaqstan Prem'er Ligasy: 2

2019 (19 gol), 2021 (17 gol)